# Baryancistrus
Baryancistrus ist eine Fischgattung aus der Familie der Harnischwelse (Loricariidae). Arten dieser Gattung wurden bisher in Brasilien (Rio Xingu) und Venezuela (Rio Orinoco und Rio Ventuari) nachgewiesen.

## Gattungsspezifische Merkmale
Die Gattungsmerkmale sind ein großer Kopf und Körper, Odontoden an den Zwischenkieferknochen, zahlreiche Zähne, große Oberkiefer sowie ein komplett gepanzertes Abdomen. Das auffälligste Merkmal zur Abgrenzung von Baryancistrus zu anderen Gattungen in der Familie der Loricariiden ist eine kleine Membran, die von der dorsalen Flosse ausgeht und bis zum Ansatz der Fettflosse reichen kann, oder nicht. Andere Gattungen (Oligancistrus, Parancistrus, und Spectracanthicus) weisen eine ähnliche Membran auf, die dann aber vollständig mit der Fettflosse verbunden ist.

## Geschichte der Beschreibung
Die Gattung wurde 1989 von Lucia Rapp Py-Daniel beschrieben. Einzelne Arten waren schon wesentlich früher zoologisch bekannt, so z. B. Baryancistrus niveatus (1855) und Baryancistrus longipinnis (1895).

## Wissenschaftlich beschriebene Arten
Bisher wurden acht Arten wissenschaftlich beschrieben.
- Baryancistrus beggini	Lujan, Arce & Armbruster, 2009[1]
- Baryancistrus chrysolomus Rapp Py-Daniel, Zuanon & Ribeiro de Oliveira, 2011[2]
- Baryancistrus demantoides Werneke, Sabaj Pérez, Lujan & Armbruster, 2005[3]
- Baryancistrus hadrostomus Oliveira et al., 2019[4]
- Baryancistrus longipinnis Kindle, 1895
- Baryancistrus micropunctatus Oliveira et al., 2019[4]
- Baryancistrus niveatus Castelnau, 1855
- Baryancistrus xanthellus Rapp Py-Daniel, Zuanon & Ribeiro de Oliveira, 2011

In der Aquaristik sind jedoch wesentlich mehr, bisher unbeschriebene Arten bekannt.